# Antonio de Reali
Antonio de Reali (Venezia, 24 luglio 1834 – Venezia, 17 giugno 1887) è stato un politico italiano.
Figlio di Giuseppe Maria e Lorenzina Cernazai, ottenne il titolo nobiliare il 13 maggio 1855.
Si dedicò inizialmente alla politica locale: fu sindaco di Casier, consigliere comunale a Venezia (1886 e 1868), assessore effettivo al settore militare, coscrizione, alloggi militari e Guardia nazionale, consigliere provinciale di Venezia.
Fu senatore del regno d'Italia a partire dalla XIII legislatura.